# Coelogyne odoratissima
Coelogyne odoratissima é uma espécie de orquídea epífita, família Orchidaceae, originária do sul da Índia e do Sri-Lanka.